# Supermarine Scapa
Die Supermarine Scapa war ein britisches Flugboot für Aufklärungszwecke. Das von der Firma Supermarine gebaute Flugboot wurde zwischen 1935 und 1939 bei der Royal Air Force eingesetzt. Es war eine Weiterentwicklung der Supermarine Southampton und bildete die Basis für die spätere Entwicklung der Supermarine Stranraer.

## Entwicklung
Nachdem der Chefkonstrukteur von Supermarine, R.J. Mitchell, bereits mit einigen dreimotorigen Flugbooten wie der Supermarine Nanuk, der Solent und der Southampton X experimentiert hatte, beschloss er, das gute hydrodynamische Design der zweimotorigen Southampton als Ausgangsbasis für ein neues Flugzeug zu verwenden.
Unter der Bezeichnung Southampton IV wurde ein Prototyp gebaut. Bei Versuchen im Wasserbecken zeigte dessen Unterrumpf bessere Leistungen. Im November 1931 erstellte das Air Ministry eine entsprechende Ausschreibung. Testpilot „Mutt“ Summers absolvierte am 8. Juli 1932 den Erstflug mit diesem Flugzeug. Anschließend wurde die Bezeichnung des Flugzeuges in „Scapa“ geändert.
Nach dem Bau von 15 Scapa-Flugbooten wurde die Produktion auf die leistungsstärkere Stranraer umgestellt.

## Konstruktion
Die Scapa besaß einen Metallrumpf. Tragflächen und Leitwerk bestanden jeweils aus einer stoffbespannten Metallgitterkonstruktion. Die Triebwerke waren in Gondeln unterhalb der oberen Tragfläche untergebracht. Das Flugzeug hatte ein doppeltes Seitenleitwerk, welches jeweils in der Mitte der Höhenflosse angebracht war. Wie bei der Southampton gab es auch bei der Scapa drei Abwehrstände, einen vorn im Bug und zwei weitere auf dem Rumpfrücken.
Der Munitionsvorrat war in fünf Trommeln von zusammen etwa 500 Schuss je MG untergebracht, die an den Seitenwänden des betreffenden MG-Standes hingen.
Die Bomben bis zu 453 kg Gesamtmasse waren in mechanisch auslösbaren Vorrichtungen unter dem Unterflügel auf beiden Seiten des Bootes gleichmäßig verteilt aufgehängt.

## Betreiber
- Vereinigtes Königreich
  - No. 202 Squadron RAF
  - No. 204 Squadron RAF
  - No. 228 Squadron RAF
  - No. 240 Squadron RAF

## Technische Daten

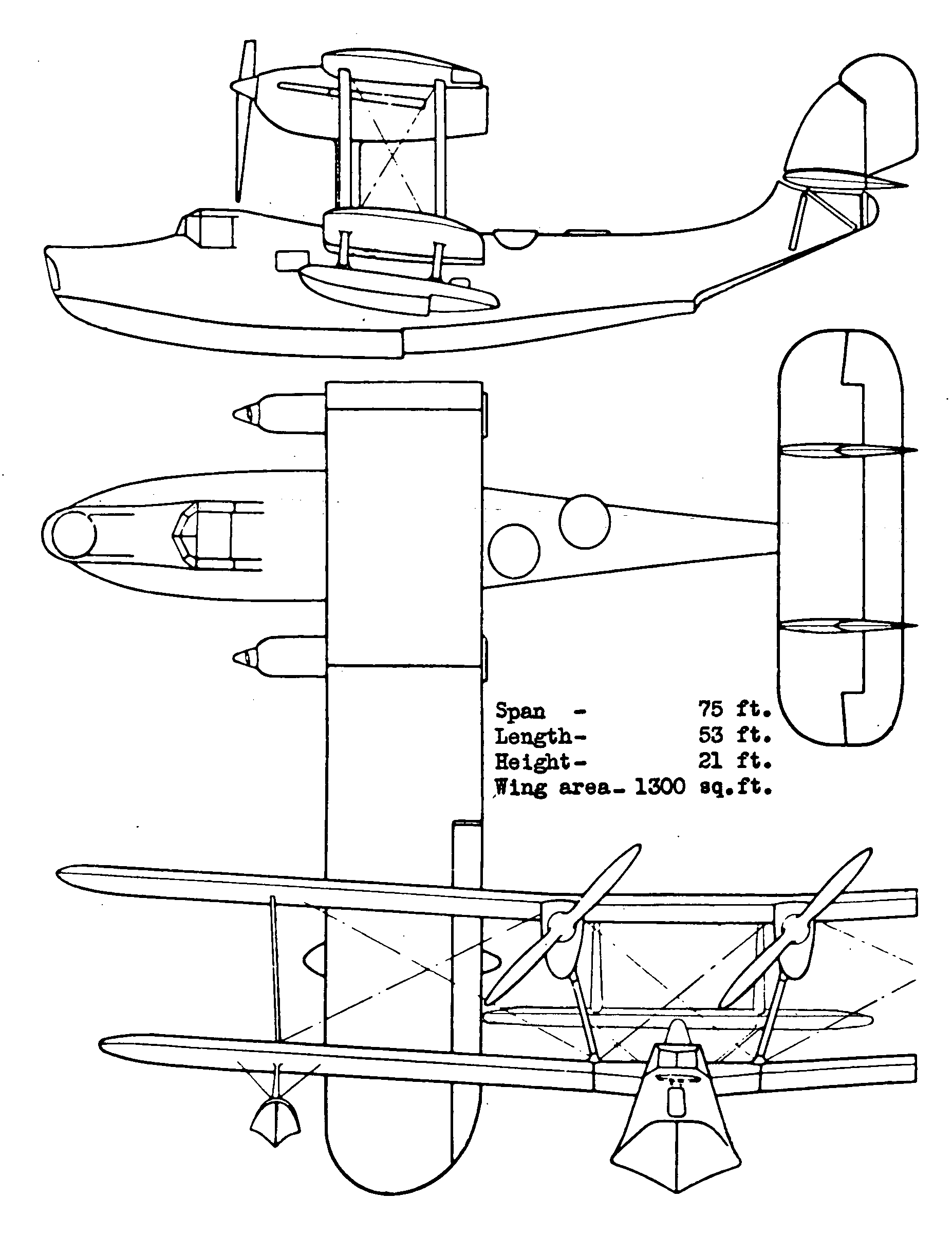
Dreiseitenansicht

| Kenngröße             | Daten |
| --------------------- | --- |
| Besatzung             | 5 |
| Länge                 | 16,20 m                                                                                                   |
| Spannweite            | 22,85 m                                                                                                   |
| Höhe                  | 6,4 m |
| Flügelfläche          | 121 m² |
| Leermasse             | 4500 kg                                                                                                   |
| max. Startmasse       | 7290 kg                                                                                                   |
| Höchstgeschwindigkeit | 229 km/h                                                                                                  |
| Dienstgipfelhöhe      | 4720 m |
| Reichweite            | 1610 km                                                                                                   |
| Triebwerke            | 2 × Rolls-Royce Kestrel IIIMS mit je 392 kW (533 PS)                                                      |
| Bewaffnung            | 3 × 7,7-mm-Lewis Guns; eines im Bug, zwei auf dem Rumpfrücken 453 kg Bombenzuladung unter den Tragflächen |